# Браун (округ, Миннесота)
Браун (англ. Brown County) — округ в штате Миннесота, США. Административный центр — Нью-Алм. По данным переписи за 2010 год число жителей округа составляло 25 893 человека.

## История
Округ был официально организован территориальной легислатурой в 1856 году и назван в честь члена территориального совета Джозефа Реншоу Брауна.

## География
Площадь округа — 1601 км², из которых 1582 км² — суша, а 19 км² — вода.

### Транспорт
Через округ проходят:
- US 14 (англ. US Highway 14).
- Дорога 4 штата Миннесота[англ.].
- Дорога 15 штата Миннесота[англ.].
- Дорога 68 штата Миннесота[англ.].
- Дорога 257 штата Миннесота[англ.].

## Население
| Год переписи | Нас.  |  | %±     |
| ------------ | ----- |  | ------ |
| 1860         | 2339  |  | —      |
| 1870         | 6396  |  | 173,5% |
| 1880         | 12018 |  | 87,9%  |
| 1890         | 15817 |  | 31,6%  |
| 1900         | 19787 |  | 25,1%  |
| 1910         | 20134 |  | 1,8%   |
| 1920         | 22421 |  | 11,4%  |
| 1930         | 23428 |  | 4,5%   |
| 1940         | 25544 |  | 9%     |
| 1950         | 25895 |  | 1,4%   |
| 1960         | 27676 |  | 6,9%   |
| 1970         | 28887 |  | 4,4%   |
| 1980         | 28645 |  | −0,8%  |
| 1990         | 26984 |  | −5,8%  |
| 2000         | 26911 |  | −0,3%  |
| 2010         | 25893 |  | −3,8%  |
| 2016         | 25331 |  | −2,2%  |

В 2010 году на территории округа проживало 25 893 человека (из них 49,7 % мужчин и 50,3 % женщин), насчитывалось 10 782 домашних хозяйства и 6976 семьи. Расовый состав: белые — 97,5 %, афроамериканцы — 0,2 %, коренные американцы — 0,1 %, азиаты — 0,6 % и представители двух и более рас — 0,7 %.
Население округа по возрастному диапазону по данным переписи 2010 года распределилось следующим образом: 22,0 % — жители младше 18 лет, 4,2 % — между 18 и 21 годами, 54,9 % — от 21 до 65 лет и 18,9 % — в возрасте 65 лет и старше. Средний возраст населения — 43,3 года. На каждые 100 женщин в Брауне приходилось 98,6 мужчин, при этом на 100 совершеннолетних женщин приходилось уже 95,2 мужчин сопоставимого возраста.
Из 10 782 домашних хозяйства 64,7 % представляли собой семьи: 53,5 % совместно проживающих супружеских пар (18,6 % с детьми младше 18 лет); 7,3 % — женщины, проживающие без мужей и 4,0 % — мужчины, проживающие без жён. 35,3 % не имели семьи. В среднем домашнее хозяйство ведут 2,30 человека, а средний размер семьи — 2,87 человека. В одиночестве проживали 31,1 % населения, 14,5 % составляли одинокие пожилые люди (старше 65 лет).

## Экономика
В 2016 году из 20 428 трудоспособных жителей старше 16 лет имели работу 13 534 человек. При этом мужчины имели медианный доход в 46 224 доллара США в год против 33 406 долларов среднегодового дохода у женщин. В 2014 году медианный доход на семью оценивался в 70 401 $, на домашнее хозяйство — в 53 319 $. Доход на душу населения — 28 444 $. 6,4 % от всего числа семей в Брауне и 8,0 % от всей численности населения находилось на момент переписи за чертой бедности.